# Domenico Nardini
Domenico Nardini (Guardia Vomano di Notaresco, 24 marzo 1895 – Teramo, 23 giugno 1979) è stato un fotografo italiano.

## Biografia

Ritratto di Domenico Nardini

Si formò da giovane nello studio di Pietro Lagalla, raffinato fotografo e pittore marchigiano, trapiantato a Teramo fin dal 1898. 

Intorno al 1925, mentre per vivere si dedicava a lavori di rappresentanza, iniziò ad esercitare in proprio l'attività di fotografo. 

Personaggio singolare, dal carattere creativo e poliedrico, può essere considerato uno degli ultimi fotografi ambulanti o “da strada” che sempre rifiutò di impiantare uno studio di tipo commerciale; 
la sua persona è legata in modo tutto speciale alla memoria storica del capoluogo aprutino le cui strade Nardini era solito percorrere, con la Rollei in spalla, in sella alla sua bicicletta. Invece per lo sviluppo e la stampa dei negativi, che eseguiva sempre personalmente, era solito appoggiarsi agli studi di fotografi amici che di volta in volta lo ospitavano. 

Fu conosciuto e apprezzato soprattutto come fotografo di famiglia: matrimoni e comunioni, battesimi e compleanni, feste e ricorrenze di ogni genere, sia nelle case dei ricchi sia nei cascinali della campagna abruzzese che percorreva incessantemente alla ricerca di nuove occasioni di lavoro. 

Di rilievo è l'attività di fotoreporter che svolse per numerosi giornali sia locali che nazionali: tra gli altri ricordiamo L'Araldo Abruzzese, Il Messaggero, Il Popolo, Il Solco, Il Tempo, il mensile Teramo, edito dal Comune. Per circa cinquant'anni fu presente alle più importanti manifestazioni pubbliche tenute in provincia ma soprattutto nella sua Teramo. 

In generale, oltre all'attività “sul campo”, si impegnò nel lavoro in camera oscura e, in particolare, come stampatore per conto terzi. 

Fu tra i primi inoltre a dedicarsi al settore delle cartoline, sia come fotografo che come editore. Una imponente attività questa, sviluppata sull'intero territorio provinciale del quale costruì una documentazione capillare; giunse infatti fino alle più piccole frazioni, di molte delle quali le uniche immagini storiche esistenti sono proprio quelle scattate da Nardini. 

L'amore per la documentazione lo spinse a impegnarsi anche nella ricerca delle immagini storiche della città e provincia di Teramo. Partecipò direttamente alla raccolta del materiale documentario per le iniziative di “Italia 61”, nell'ambito delle celebrazioni per il primo centenario dell'Unità d'Italia. Riscoprì e diffuse alcune delle più antiche immagini di Teramo come quelle scattate da Gianfrancesco Nardi, intorno al 1863, raffiguranti la Piazza dell'Olmo e il gruppo in posa della Guardia nazionale di Teramo. 

Notevole impegno espresse anche nell'ambito della fotografia industriale e pubblicitaria realizzando cartoline e reportage per decine e decine di esercizi commerciali e industrie locali. Fu tra i primi in Abruzzo a realizzare il trattamento e lo sviluppo delle lastre radiografiche. 

Nel corso degli anni Ottanta, gli eredi hanno donato l'intera collezione delle fotografie e delle cartoline, con tutta la serie delle prove di stampa e dei negativi, alla Biblioteca provinciale Melchiorre Delfico di Teramo che a Nardini ha intitolato il proprio Archivio fotografico. 

Va qui sottolineato che la figura di Domenico Nardini è stata di recente riscoperta e valorizzata da una serie di pubblicazioni e al suo lavoro di fotografi “di famiglia” è dedicato uno specifico saggio all'interno di uno dei volumi di fotografia della Storia d'Italia della Einaudi dove si legge che Nardini 

## Galleria d'immagini
Per la notizia relativa alla donazione del Fondo alla Biblioteca Delfico si veda:
- Importante donazione Nardini alla Delfico, in "Notizie dalla Delfico", 1987, n. 2, p. 8;

Fotografie di Domenico Nardini sono contenute all'interno dei seguenti volumi:
- Cara Teramo, a cura di Antonio D'Amore, Teramo, Demian, 1989;
- Teramo com'era, a cura di Fernando Aurini, Clemente Dino Cappelli, Fausto Eugeni, Marcello Sgattoni, Roma, Editalia/Libreria dello Stato, 1996;
- Monografia della provincia di Teramo. Il secolo XX, Sant'Atto di Teramo, Edigrafital, 1999;